# Zé Beto
José Alberto Teixeira Ferreirinha, noto come Zé Beto (Matosinhos, 21 febbraio 1960 – Porto, 5 febbraio 1990), è stato un calciatore portoghese, di ruolo portiere.

## Carriera
Titolare del Futebol Clube do Porto fino al campionato 1988-1989, muore in un incidente d'auto nel 1990.

## Palmarès

### Club

#### Competizioni nazionali
- Campionato portoghese: 3

Porto: 1984-1985, 1985-1986, 1987-1988
- Coppa del Portogallo: 1

Porto: 1983-1984, 1987-1988
- Supercoppa di Portogallo: 4

Porto: 1981, 1983, 1984, 1986

#### Competizioni internazionali
- Coppa dei Campioni: 1

Porto: 1986-1987
- Supercoppa UEFA: 1

Porto: 1987
- Coppa Intercontinentale: 1

Porto: 1987